# Eric Hornby
Eric Hornby (31 tháng 3 năm 1923 – 29 tháng 1 năm 2018) là một cầu thủ bóng đá người Anh, từng thi đấu ở vị trí hậu vệ tại Football League cho Tranmere Rovers và Crewe Alexandra.